# Joaquín Otero Ferrer
Joaquín Otero Ferrer (? - El Pardo, 6 de març de 1939) va ser un militar espanyol, coronel de l'Exèrcit Popular de la República i membre de Esquerra Republicana, que va lluitar a favor del Front Popular durant la Guerra Civil Espanyola. Va ser afusellat pels comunistes en els últims dies del conflicte pel seu suport al cop de Casado.
El 17 de juliol de 1936 era comandant d'Enginyers i de Estat Major destinat en l'Estat Major Central de Madrid, continuant possiblement en aquest lloc durant els següents mesos. Al novembre és cap de l'Estat Major de la 4a Brigada Mixta, amb la qual lluita en la Ciutat Universitària.
El gener de 1937, i ja com a tinent coronel, és nomenat cap de l'Estat Major de la Agrupació de Morata, manada per Eliseo Chordá, i amb la qual participarà en la batalla del Jarama cobrint els accessos a Morata de Tajuña i contraatacant cap al pont de Pindoque.
Després de la batalla del Jarama va passar a ser cap de l'Estat Major del II Cos d'Exèrcit (front de Madrid), posat en el qual romandrà fins a l'11 de novembre de 1938, en què va passar a l'Estat Major de l'Exèrcit del Centre. Va ser un dels encarregats de preparar la batalla de Brunete.
A principis de març de 1939 va ser ascendit a coronel. Favorable al cop d'estat de Casado, el dia 6 de març va ser capturat, al costat de José Pérez Gazzolo i Arnoldo Fernández Urbano, pels comunistes d'Ascanio en la posició Jaca, (Parc d'El Capricho) i portat al Pardo, on és afusellat. Com a represàlia per la seva mort, Barceló serà també afusellat després de la fi de la lluita entre partidaris de la Junta i comunistes.